# Hiromasa Tanaka
Hiromasa Tanaka (28 settembre 1981) è un multiplista giapponese.

## Palmarès
| Anno | Manifestazione  | Sede      | Evento    | Risultato | Prestazione | Note |
| ---- | --------------- | --------- | --------- | --------- | ----------- | ---- |
| 2005 | Asiatici        | Incheon   | Decathlon | Bronzo    | 7351 p.     |      |
| 2007 | Mondiali        | Osaka     | Decathlon | 19º       | 7629 p.     |      |
| 2008 | Asiatici indoor | Doha      | Eptathlon | Bronzo    | 5306 p.     |      |
| 2009 | Asiatici        | Guangzhou | Decathlon | Oro       | 7515 p.     |      |